# 2010년 FIVB 세계 남자 배구 선수권 대회
2010년 FIVB 세계 남자 배구 선수권 대회는 2010년 9월 25일부터 10월 10일까지 이탈리아에서 열린 17번째 세계 남자 배구 선수권 대회이다.